# Escena pastoral
Escena pastoral o The Happy Land és una pintura de Pierre Puvis de Chavannes del 1882, pertanyent al simbolisme.

## Anàlisi
És una obra fonamental a l'hora d'estudiar el simbolisme, doncs és realitzada en el moment més àlgid del moviment, i és també una obra cabdal en la producció de Pierre Puvis de Chavannes. Representa una sèrie de personatges recreant-se a la vora d'un llac. Destaca el fet que amb prou feines hi ha sensació de profunditat. La paleta que ací empra Puvis de Chavannes dota l'obra d'un major misticisme, una cosa molt cercada entre els simbolistes francesos.
Hi queda de manifest la cerca de la bellesa ideal així com una voluntat de simplificació formal. Es caracteritza, també, per la gravetat i formalitat amb certa universalitat intemporal, és a dir, per un fort rebuig de la transitorietat. En aquesta i en totes les seues pintures hi ha el que s'ha anomenat “ordre impulsiu”, a causa de la seua formació científica barrejada amb el caràcter de pintor de tendència simbolista.
Aquesta obra podria posar-se en relació amb una altra no menys important del mateix Puvis de Chavannes, El pobre pescador (1881). La transcendència de la misèria en la figura del pescador és per a Puvis de Chavannes un tema immortal, una idea que subjaurà oculta en el llenç.